# Londres-Vichy Pullman Express
Le Londres-Vichy Pullman Express était un train Pullman, créé par la Compagnie internationale des wagons-lits, assurant la liaison entre Londres et Vichy (Allier) via Paris, principalement pour les passagers souhaitant suivre une cure dans l'alors renommée station thermale bourbonnaise. Il a été en service de 1927 à 1930. 

## Histoire
Le Londres-Vichy Pullman Express est créé par la Compagnie internationale des wagons-lits le 14 mai 1927 avec un voyage inaugural emportant 200 passagers de marque dans sept voitures. 
Ce « rapide de luxe du thermalisme » est alors le dernier-né des luxueux services train + bateau qui existe entre la Grande-Bretagne et la France: Club Train depuis 1889, le Calais-Méditerranée (futur Train bleu),  La Flèche d'or depuis 1926, etc.
Le Londres - Vichy était un train saisonnier, en service de mi-juin à mi-septembre. De 1927 à 1930, les voitures de Boulogne à Vichy étaient des premières classes. Des voitures de deuxième classe et des wagons pour la nourriture s'ajoutaient au train à la gare du Nord à Paris. Le train transitait de la gare du Nord à la gare de Lyon par la « Petite ceinture ». 
À partir de 1928, les voitures de l'Étoile du Nord furent utilisées sur le tronçon Paris-Vichy. 
Le service prend fin le 19 septembre 1930. À partir de cette date et jusqu'en 1939, la liaison Boulogne-Vichy est desservie par des trains ordinaires.